# Widmanhaus

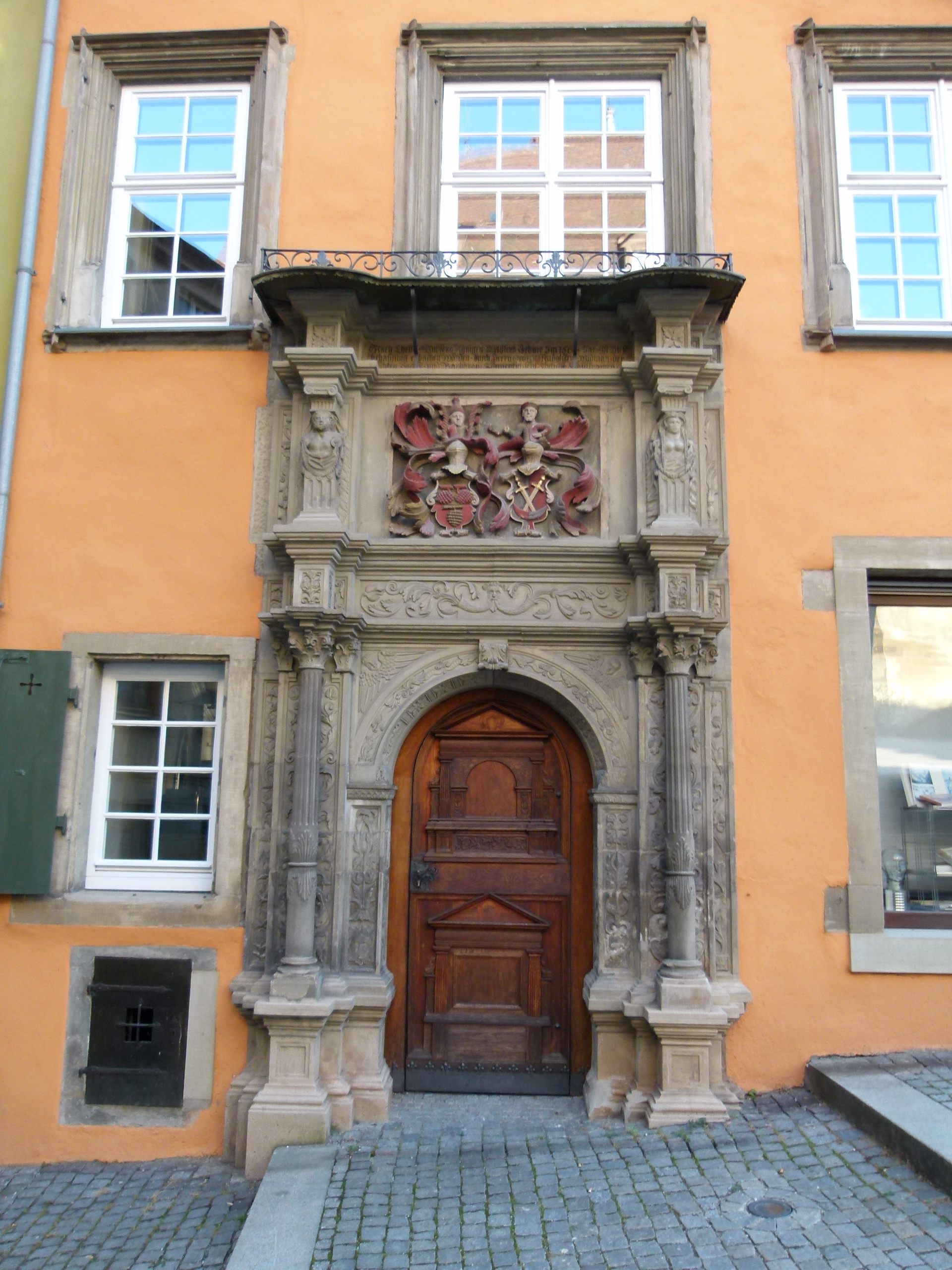
Portal des Widmanhauses

Das Widmanhaus am Markt Nr. 5 in Schwäbisch Hall ist seit dem 8. Oktober 1925 im Landesverzeichnis der Baudenkmale in Württemberg eingetragen. Es bildet eine Sachgesamtheit mit dem Stellwaghaus Am Markt 4.

## Geschichte
Vermutlich hat das Gebäude seinen Ursprung in einem älteren, seit frühsalischer Zeit bestehenden Herrenhof. Von 1236 bis 1524  war das Steinhaus Teil des früheren Franziskanerklosters, dann Lateinschule. Seit 1561 gehörte das Haus Georg Rudolf Widman, Syndicus, und seiner Frau Barbara, geb. Schwert. Aus dieser Zeit stammt auch ein aufwändiges Portal im Stil der Renaissance, das im Tympanon das Wappen der Familien Widman-Schwertlin zeigt. Das Gebäude überstand unbeschadet den Stadtbrand von 1728. Seit 1905 gehörte das Haus dem Konsumverein. Im Dritten Reich gehörte das Haus dem SS-Sturmbann. Seit 1969 ist das Stadtarchiv im Haus beheimatet.

## Architektur und Ausstattung
In den Obergeschossen befinden sich alte Stuckdecken und Ofennischen. Erwähnenswert sind ferner ein Treppenhaus und in mehreren Räumen Stuckarbeiten aus der Zeit des Rathausbaus. Im Saal des ersten Obergeschosses ist als Deckenschmuck eine Schäferin und in den Ecken die vier Jahreszeiten als Putten dargestellt. In der Hohlkehle befindet sich ein Jagdfries. An einer Wand sind die Wappen der Familien Wibel und Seiferheld zu sehen, die von einer Amorette getragen werden. Im Schlafzimmer ist an der Decke Amor auf einem Taubenwagen dargestellt.

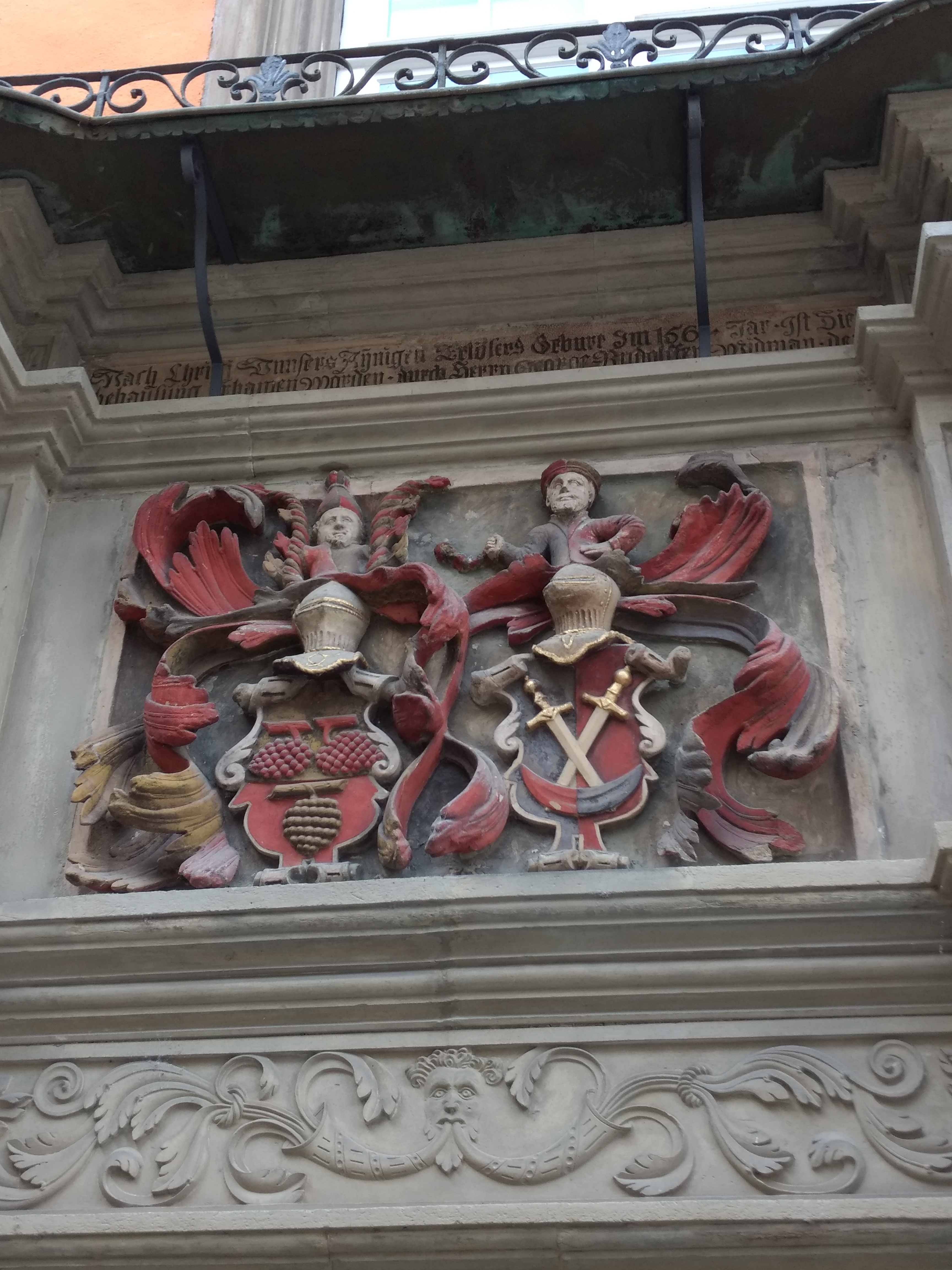
Wappen am Eingang
Skizze der Häuser Am Markt 4 und 5
Am Markt nach dem Stadtbrand
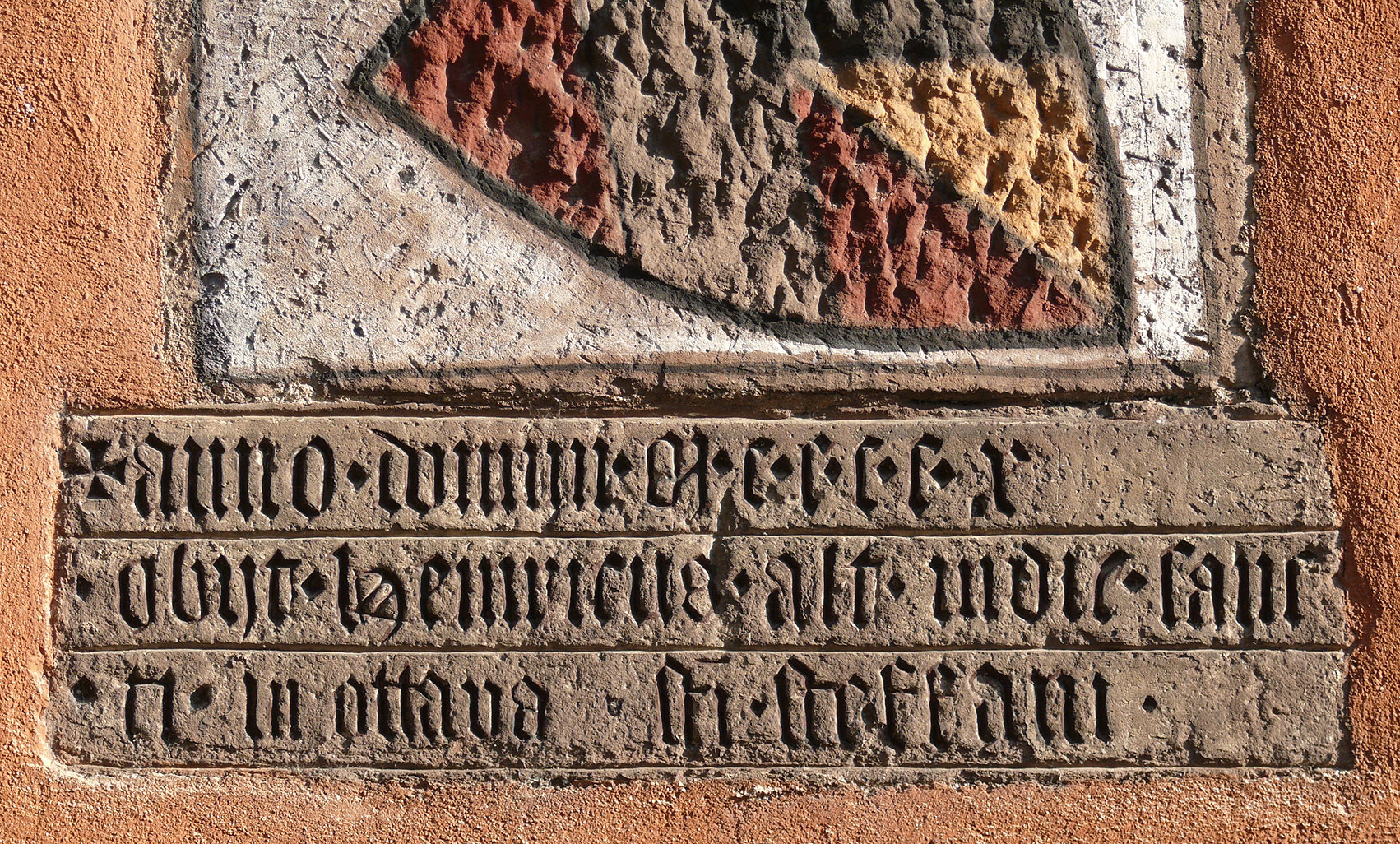
Epitaph